# Râul Oneaga
Râul Oneaga sau Râul Oneguța este un curs de apă, afluent al râului Miletin. 